# Technische Physik
Technische Physik (TP) oder physikalische Technik (PT) ist ein Teilgebiet der Physik. Es befasst sich mit der praktischen Anwendung physikalischer Erkenntnisse oder Effekte.

## Fachgebiete
Die TP baut primär auf den puren Wissenschaften (Physik, Mathematik) auf. Zu den klassischen Fachgebieten der TP zählen die technische Mechanik, technische Wärmelehre, oder technische Optik. In der Chemie gibt es die technische Chemie (TC). Weitere Einzelfachgebiete sind z. B. die Umweltphysik oder Photonik oder Computerphysik.
Es bestehen Berührungspunkte zu den Ingenieurwissenschaften und weiteren Wissenschaften, wie z. B. den Materialwissenschaften und zu ingenieurwissenschaftlichen Fachgebieten wie z. B. Energietechnik, Halbleitertechnik, Hochfrequenztechnik, Kerntechnik, Konstruktionslehre, Lasertechnik, Medizintechnik, Wehrtechnik usw.
Als Beispiel bilden die Molekülphysik und kinetische Gastheorie die Grundlage für die Vakuumtechnik. Das Fachgebiet der kondensierten Materie bzw. Festkörperphysik bildet die Grundlage für die Anwendungen in der Halbleitertechnik. Die Optik gilt als Grundlage für viele physikalischer Mess- und Analysemethoden, welche in der experimentellen Physik genutzt werden.

## Geschichte
Joseph Frick verwendete für seine Monografie Physikalische Technik oder Anleitung zu Experimentalvorträgen sowie zur Selbstherstellung einfacher Demonstrationsapparate den Begriff in dem Jahr 1861 (2. Auflage).

## Terminologie
Im Folgenden soll ein Überblick über die Fachbereiche gegeben werden. Alle genannten Bezeichnungen weisen Gemeinsamkeiten, aber auch Unterschiede auf. Eine abschließende Zuordnung ist nicht möglich.
Fachgebiete:
- Technische Physik (TP)
- Angewandte Physik (AP)
- Physikalische Technik (PT)

So verfolgt z. B. die AP verstärkt Forschungsaktivitäten, während die PT stärker auf praxisorientierte Anwendungen bzw. Technologie fokussiert. Alle genannten Fachbereiche weisen inhaltliche Überschneidungen und Aktivitäten sowie intensive Anteile an Forschung und Entwicklung (F&E) sowohl im akademischen als auch im industriellen Umfeld auf.

### International
Im englischsprachigen Raum (bzw. weltweit) werden TP und PT äquivalent als englisch Engineering physics (EP) bezeichnet. Weitere Bezeichnungen existieren, siehe Studiengang.
Der Name "Engineering Physics" oder "Technische Physik" wird von Fachinstitutionen benutzt, z. B. der russischen Nationale Forschungsuniversität für Kerntechnik bzw. Moscow Engineering Physics Institute (MEPhI).

### Andere Verwendungen
Die Rollenbezeichnung "Physical Engineer" wird abgekürzt verwendet für einen "Physical Design Engineer", welcher integrierte Schaltungen (ICs) "physikalisch" auslegt (routed), vgl. auch Electronic Design Automation (EDA). Personen, die diese Funktion ausüben, haben in der Regel eine Ausbildung in Elektrotechnik bzw. Mikroelektronik. Dies kann auch ein Physikingenieur sein.
Die Physikalisch-Technische Bundesanstalt (PTB) trägt im Namen die beiden Begriff aus dem Titel des Lemma.

## Studiengang
Der Studiengang Technische Physik oder Physikalische Technik wird an Fachhochschulen und ergänzend bzw. alternativ zum Studium der Physik an Universitäten angeboten.
Das Studium besteht aus einem Bachelorstudium mit einer Regelstudienzeit von sechs oder sieben Semestern und einem anschließenden Masterstudium mit einer Regelstudienzeit von vier oder drei Semestern. Eine ähnliche Ausbildung durchlaufen Studenten im Studiengang Angewandte Physik. Im Gegensatz zur universitären Ausbildung wird an Fachhochschulen mehr Wert auf die praktische Arbeit gelegt.
Der Studiengang vermittelt den Studenten physikalische Grundkenntnisse – Vorlesungen aus der Experimental- und theoretischen Physik – zusammen mit den Arbeitsmethoden der Physiker und der technischen Denkweise von Ingenieuren. So sind Aufgaben aus der Elektrotechnik, der Informatik, der Sensorik und des Maschinenbaues enthalten.
Das Studium ist ein praxisbezogener Ingenieurstudiengang, welches mit dem Abschluss Bachelor of Science bzw. (Master of Science) endet. An Universitäten besteht in Einzelfällen die Möglichkeit zur Promotion. Gängige Titel vor der Hochschulreform (siehe Bologna-Prozess) waren z. B. der Dipl.-Ing. (FH) Physikalische Technik.
Absolventinnen und Absolventen des Studiengangs sind in allen Branchen, vor allem aber in forschungsintensiven Unternehmen tätig.

### Weitere Bezeichnungen für Studiengänge oder Fachbereiche
Neben den oben genannten Bezeichnungen gibt es weitere Bezeichnungen für Studiengänge oder Fachrichtungen. Einige Beispiele sind:
- Physikingenieurwesen
- Physikalische Technik-Medizinphysik
- Interdisziplinäre Ingenieurwissenschaften
- Physikalische Ingenieurwissenschaften

## Arbeitskreis
In Deutschland gibt es den sog. Fachbereichstag Physikalische Technologien (fpt) e. V., welcher die Interessen und Anliegen der Fachhochschulen und Hochschulen für Angewandte Wissenschaften vertritt. Der fpt ist eine Kooperation mit dem Arbeitskreis Hochschulen für Angewandte Wissenschaften der DPG.

## Auszeichnungen
Die Deutsche Physikalische Gesellschaft (DPG) vergibt seit 2002 den mit 1.500 € dotierten Georg-Simon-Ohm-Preis für "hervorragende, kürzlich abgeschlossene Arbeit eines Studenten oder einer Studentin der physikalischen Technik oder verwandter Studiengänge an Hochschulen für angewandte Wissenschaften (HAW)".
Die Princeton University, die den Studiengang englisch Engineering physics (EP) anbietet, vergibt den Jeffrey O. Kephart '80 Prize, nach dem IBM-Wissenschaftler Jeffrey O. Kephart.